# Žatec (okres Louny)

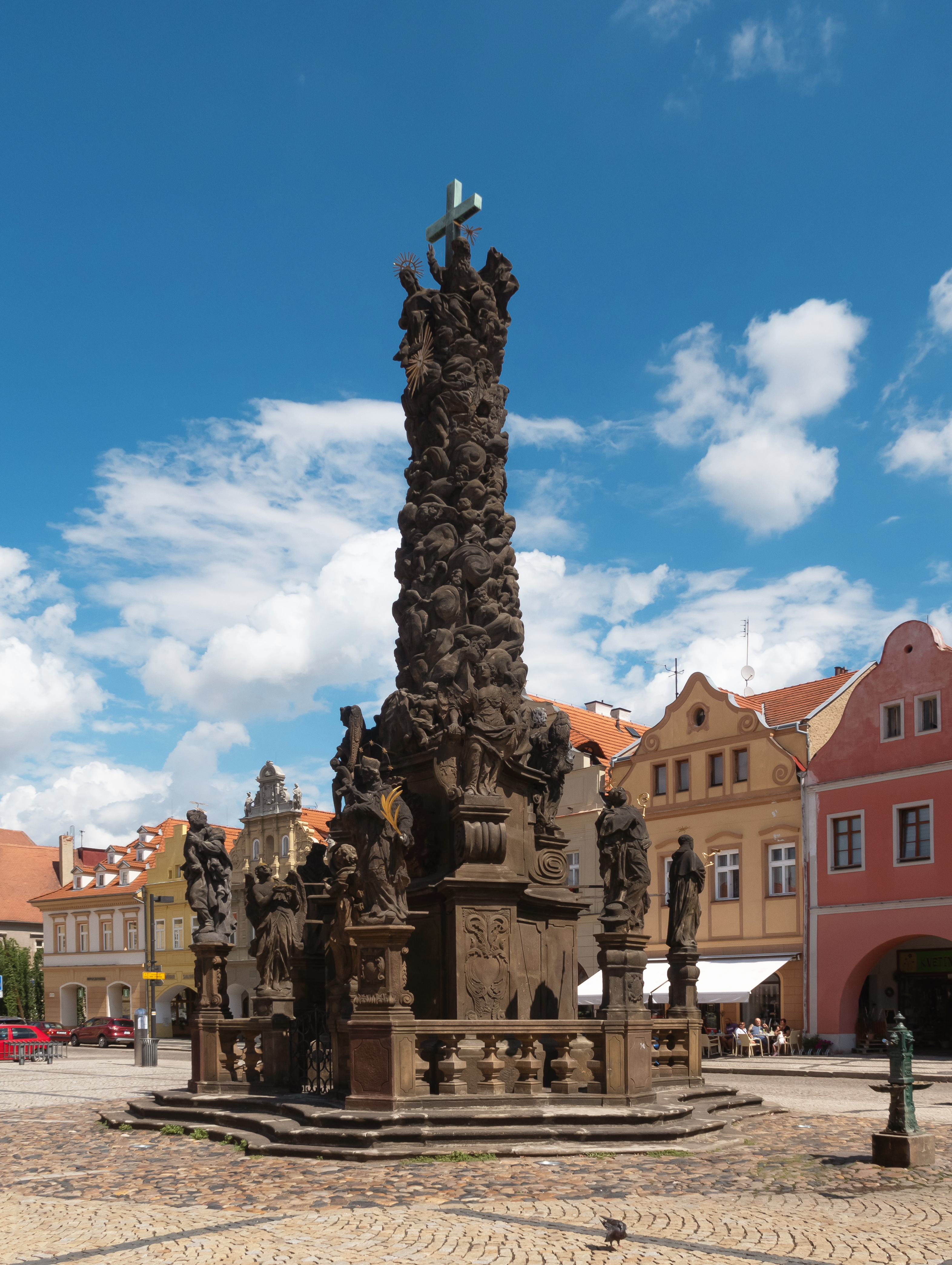
Žatec, sculptuur: sloup se sousoším Nejsvětější Trojice

Žatec (Duits: Saaz) is een Tsjechische stad in de regio Ústí nad Labem, en maakt deel uit van het district Louny.
Žatec telt 19.813 inwoners.
Žatec was tot 1945 een plaats met een overwegend Duitstalige bevolking in Sudetenland. Na de Tweede Wereldoorlog werd de Duitstalige bevolking verdreven. Duitse, mannelijke inwoners van Žatec werden vermoord in Postoloprty (Postelberg) door Tsjechoslowaken.
Žatec is een belangrijk centrum voor de Tsjechische hopteelt. De plaatselijke hopvariëteit, die vooral onder de Duitse naam Saaz bekend is, is een vast ingrediënt van Tsjechisch pilsbier en van vele elders gebrouwen biersoorten, onder andere van het Belgische Duvel.  Sinds 2023 staan de stad en de hopvelden op de Unesco-Werelderfgoedlijst. 
Bitozeves · Blatno · Blažim · Blšany · Blšany u Loun · Brodec · Břvany · Cítoliby · Čeradice · Černčice · Deštnice · Dobroměřice · Domoušice · Holedeč · Hříškov · Hřivice · Chlumčany · Chožov · Chraberce · Jimlín · Koštice · Kozly · Krásný Dvůr · Kryry · Lenešice · Libčeves · Liběšice · Libočany · Libořice · Lipno · Lišany · Líšťany · Louny · Lubenec · Měcholupy · Nepomyšl · Nová Ves · Nové Sedlo · Obora · Očihov · Opočno · Panenský Týnec · Peruc · Petrohrad · Pnětluky · Počedělice · Podbořanský Rohozec · Podbořany · Postoloprty · Raná · Ročov · Slavětín · Smolnice · Staňkovice · Toužetín · Tuchořice · Úherce · Velemyšleves · Veltěže · Vinařice · Vrbno nad Lesy · Vroutek · Vršovice · Výškov · Zálužice · Zbrašín · Žatec · Želkovice · Žerotín · Žiželice